# 우메가토역
우메가토역(일본어: 梅ケ峠駅)은 일본 야마구치현 시모노세키시에 위치한 서일본 여객철도 산인 본선의 철도역이다. 단선 승강장 1면 1선의 구조를 갖춘 지상역이다.

## 이용 현황
| 승차 인원 추이 | 승차 인원 추이 |
| 연도           | 1일 평균       |
| -------------- | -------------- |
| 1999           | 712            |
| 2000           | 670            |
| 2001           | 482            |
| 2002           | 289            |
| 2003           | 181            |
| 2004           | 172            |
| 2005           | 172            |
| 2006           | 161            |
| 2007           | 150            |
| 2008           | 155            |
| 2009           | 146            |
| 2010           | 149            |
| 2011           | 131            |
| 2012           | 136            |

## 역 주변
- 국도 제191호선

## 역사
- 1914년 4월 22일 : 조슈 철도의 역으로서 개업. 여객영업만.
- 1925년 6월 1일 : 조슈 철도선 하타부 이북의 국유화에 의해, 일본국유철도 고구시 선의 역이 된다.
- 1933년 2월 24일 : 고구시 선이 산인 본선에 편입되어, 산인 본선 소속역으로 변경.
- 1987년 4월 1일 : 일본국유철도 분할 민영화에 의해, 서일본 여객철도가 승계.

## 인접 역
| 서일본 여객철도 산인 본선 | 서일본 여객철도 산인 본선 | 서일본 여객철도 산인 본선 |
| ------------------------- | ------------------------- | ------------------------- |
| 구로이무라 마스다 방면    | ■ 산인 본선               | 요시미 하타부 방면        |